# Anopheles marteri
Anopheles marteri är en tvåvingeart som beskrevs av Georges Senevet och Prunnelle 1927. Anopheles marteri ingår i släktet Anopheles och familjen stickmyggor. Inga underarter finns listade i Catalogue of Life.